# 孫大偉 (廣告人)
孫大偉（1951年12月6日—2010年11月7日），生於台灣屏東，廣告製作人、作家、主持人、企業家。他曾擔任台灣奧美廣告創意總監、汎太國際執行顧問、張思恆文教基金會董事長、自行車新文化基金會顧問，以及上海偉太廣告總裁和台灣偉太廣告股份有限公司董事長。
他以熱愛釣魚、登山、自行車、旅行並總是充滿創意而聞名，並被稱作「廣告教父」。

## 生平

### 早年生活
1951年，孫大偉出生於一個位在屏東的眷村。他的父親出身東北地區，因國共內戰，在1949年帶著全家隨國民黨政府來到臺灣落腳屏東。他是家中第八個出生的兒子。
就讀中學時，他隨家人遷居宜蘭羅東，並因學業成績表現不佳遭留級。後來，他在大學聯考二度落榜。服完兵役之後，他再度重考進入輔仁大學大眾傳播學系就讀；當時，李豔秋是他的同學之一。

### 廣告生涯
他在32歲時進入國泰建業廣告（今台灣奧美廣告前身），並由試用文案做起。此後，他因製作許多膾炙人口的廣告而在業界展露頭角，並成為台灣奧美廣告創意總監。由於他樂於提攜後進，台灣廣告界許多著名人物（如許舜英、范可欽、鄒開蓮）都視他為師父；他也因此被稱為「廣告教父」。
後來，他離開台灣奧美廣告獨自創業，並曾擔任汎太國際股份有限公司執行顧問。52歲時，他又在上海創辦偉太廣告。

### 鐵人運動
孫大偉在中年開始挑戰鐵人賽，並開創臺灣地區中年族群攀登玉山與騎單車環島的風氣。

### 電視節目
他也在電視頻道開設節目介紹廣告：他曾擔任傳訊電視大地頻道《廣告也瘋狂》和力霸友聯U2綜合台（今東森綜合台前身）《廣告再瘋狂》製作人及主持人，並擔任GoGo TV《今夜要回家》和年代電視《魚樂新聞》主持人。

### 交友往來
孫大偉交友廣闊，與陳昇、陳文茜、嚴凱泰皆是好友。1998年，孫大偉在馬英九參選臺北市長時為其擔任廣告總監，並製作一系列競選廣告。後來，不論是馬英九競選臺北市長連任及總統大選，或者郝龍斌、朱立倫、胡志強等人參加選舉時，孫大偉都被邀請為他們製作形象廣告。
2009年，孫大偉參與捷安特董事長劉金標發起的「京騎滬動」以及「騎心荷力」單車遠征活動。
2010年，他參與設計臺北國際花卉博覽會標誌，並經趙少康邀請負責製作郝龍斌臺北市長競選連任廣告。

### 過世
孫大偉有氣喘、高血壓及心臟病史。2010年9月3日，他在與趙少康討論中國國民黨臺北市長選舉廣告內容時因腦溢血入院。送醫途中，因救護車顛跛，他突然說：「路平專案真的要好好努力努力了。」這也成為他昏迷前最後遺言。昏迷後，他於11月7日下午1點30分病逝於臺北振興醫院，享年58歲。

## 家庭
他與袁自玉相識於輔仁大學，並在不久後結婚，生下兩個兒子。

## 著作
- 《該生素質太差：孫大偉的成績單》，天下文化。
- 《人慾橫流：孫大偉的異想世界》，天下文化。
- 《孫大偉的菜尾與初衷》，自轉星球文化。